# NGC 7404
NGC 7404 = IC 5260 ist eine elliptische Galaxie vom Hubble-Typ E/SB0 im Sternbild Kranich am Südsternhimmel. Sie ist schätzungsweise 85 Millionen Lichtjahre von der Milchstraße entfernt und hat einen Durchmesser von etwa 35.000 Lichtjahren. Wahrscheinlich bildet sie mit NGC 7410 ein garavitativ gebundenes Galaxienpaar.
Das Objekt wurde am 4. Oktober 1836 von John Herschel entdeckt.